# Kumiyama
Kumiyama (jap. 久御山町 Kumiyama-chō) – miasto w Japonii, na wyspie Honsiu, w prefekturze Kioto. Według danych na rok 2020 miejscowość zamieszkiwało 15 250 mieszkańców , a gęstość zaludnienia wyniosła 1100,3 os./km².